# Vanguard America
Vanguardia de América (en inglés estadounidense: Vanguard America) es una asociación cultural supremacista blanca, neonazi y negacionista del Holocausto estadounidense. La organización también es miembro del Frente Nacionalista. El grupo llamó mucho la atención después de que se reveló que James Alex Fields había marchado con ellos en la manifestación Unite the Right antes de ser arrestado por cargos de asesinato. El grupo tiene sus raíces en el movimiento de la extrema derecha estadounidense.

## Historia
Vanguardia de América se fundó en 2015, en California. El grupo fue fundado y está dirigido por Dillon Hopper. En 2017, Hopper reclamó la membresía de más de 200 miembros. Hopper, un veterano del Cuerpo de Marines de los Estados Unidos (USMC) que había servido en Afganistán, también afirmó que muchos de sus miembros eran veteranos, pero a los miembros del servicio activo se les prohibió afiliarse al grupo hasta que su contrato hubiera terminado por su seguridad.
Hopper también afirmó que existían sucursales locales en los estados de: Arizona, California, Florida, Indiana, Luisiana, Maryland, Massachusetts, Nueva Jersey, Oregón, Pensilvania, Texas, Virginia y Washington. En julio de 2017, la organización también tenía una sección femenina. El grupo estuvo presente en la manifestación Unite the Right en agosto de 2017. 
James Alex Fields, quien luego fue responsable de matar a un contramanifestante e hirió a otros 19 en un ataque de embestida con un vehículo-ariete, fue visto marchando con el grupo. Posteriormente, el liderazgo lo desautorizó, afirmando que no era miembro del grupo. El grupo participó en la manifestación White Lives Matter, (las vidas de los blancos importan), en octubre de 2017.
El grupo apoya el concepto nacionalista blanco de la extrema derecha de Blut and Boden (sangre y suelo). El grupo ha colocado carteles racistas y antisemitas en varios pueblos. El 18 de diciembre de 2017, Twitter suspendió la cuenta del grupo.
Vanguardia de América ha producido dos grupos disidentes que compiten entre ellos, el Frente Patriota, fundado en agosto de 2017, y la Legión Nacional Socialista, fundada en enero de 2018.